# Алпийска полска мишка
Алпийската полска мишка (Apodemus alpicola) е вид бозайник от семейство Мишкови (Muridae). Видът е незастрашен от изчезване.

## Разпространение
Разпространен е в Австрия, Германия, Италия, Франция и Швейцария.